# Fontaine Sainte-Croix
La fontaine Sainte-Croix (ou fontaine des Bénédictins) est une fontaine protégée des monuments historiques située à Bordeaux dans le département de la Gironde.

## Histoire
La fontaine est érigée en 1735 selon l'historien bordelais Jean-Auguste Brutails. Elle a été installée pour l'abbaye bénédictine Sainte-Croix, aujourd'hui École des beaux-arts de Bordeaux. La fontaine a été construite adossée a un morceau des anciennes fortifications de Bordeaux, dont elle a permis la sauvegarde.
La fontaine est classée au titre des monuments historiques par arrêté du 15 septembre 1890.

## Localisation
La fontaine est située dans le square Dom-Bedos, dans le quartier Sainte-Croix, près de l’école des Beaux-Arts.

## Architecture
La fontaine consiste en un bassin rectangulaire accessible par une série d'escaliers,. La façade est composée d'une niche dans laquelle se trouvent des éléments rappelant la devise des bénédictins (inscription « PAX », clous de la sainte croix, couronne d'épines), propriétaires de la fontaine lors de son érection. Des pilastres surmontées de petites pyramides rythment la façade.